# 千葉競輪場
千葉競輪場（ちばけいりんじょう）は、千葉県千葉市中央区にある、競輪場である。
当場は施設の老朽化により2017年12月に閉場した上で全面的に解体され、従来の競輪を施行する競輪場ではなく、トラックレースとしてのケイリンなど各種自転車競技の開催を前提とした国際規格である1周250mの木製バンクを備え、新たな競技である「250競走」（愛称『PIST6』）を専門に実施するドーム競輪場「千葉JPFドーム」（命名権導入によりTIPSTAR DOME CHIBAの名称が用いられている）へと生まれ変わった。
なお、建て替え後の千葉JPFドーム（TIPSTA DOME CHIBA）も法的には『千葉競輪場』であるため、当項目は解体前の施設としての千葉競輪場について述べる。
施設所有および主催は千葉市。競技実施はJKA東日本地区本部南関東支部。電話投票の競輪場コードは32#。

## 概要
千葉競輪場は1949年8月31日に開設された。過去に行われたビッグレースは、1977年に第20回オールスター競輪が、1972年・1975年・1976年・1981年・1984年・1987年・1996年・2000年にそれぞれ日本選手権競輪が開催された。
開設記念（ GIII）は、1980年代後半に「怪物」と呼ばれ特別競輪制覇を量産した滝澤正光を称え、2008年より『滝澤正光杯』として10月（2020年のみ12月）に開催されていた。なお、2007年までは『秋桜杯』が毎年8月下旬から9月の間に開催されていた。千葉競輪場の改修に伴い、2018年から2020年までは松戸競輪場で開催された。なお、2021年以降は松戸市営に移行した上で引き続き松戸競輪場で開催されている。
記念競輪以外では、現役時代「輪聖」と謳われた白鳥伸雄を称え『白鳥伸雄杯』が、競輪のGIレースの常連として活躍していた東出剛（2004年2月22日に胃癌のため39歳で死去）を称え『東出剛メモリアルカップ・グランドチャンピオン500』が開催されていた（2017年12月の開催もこの大会だった）。
トータリーゼータシステムは富士通フロンテックを採用している。マスコットはライオンの姿をした「ライモン君」。実況は東京電設工業で担当は藤崎俊明または鈴木丈之であったが、2014年10月の記念競輪は中川建治、それ以降は池田孝宏が実況を担当した。
選手宿舎は千葉サイクル会館。競輪開催期間外であれは一般の団体の宿泊も可能だが、原則として30人以上の団体での利用に限られる。なお、同宿舎は1996年の竣工から期間が経過し老朽化が進んでいることに加え、浴室が1室しかなくガールズケイリンの開催への対応が難しいことなどもあり、2020年から5年計画で大規模改修を行う予定（現在のドーム競輪場が開場後も引き続き同宿舎が利用されている）。

## チャリロト
2009年8月18日の開催から重勝式投票にあたるチャリロトを発売しているが、グループ開催への移行により、それまでのキャリーオーバーによる発売は2012年11月7日を最終日として一旦終了することになり、最終日は特例として各賭式でキャリーオーバーがあった場合は一つ外した目でも的中の扱いとしていたが、全方式とも的中者がいなかったため、チャリロトの2058万4650円、チャリロトセレクトの4275円、チャリロト5の3600円が千葉市の収入となった。
11月26日からの開催より、他場とキャリーオーバーを共有する『グループC』としての発売となり、キャリーオーバーの対象外であるチャリロト3は千葉単独で発売される。なお、2013年4月8日からの開催より所属グループが『グループB』へ変更となり、伊東温泉競輪場・静岡競輪場・いわき平競輪場と共に所属している。

## バンク特徴
1周500メートルの直線の長いバンクだが、カントが緩いためか早めの先行が打たれる400メートルバンクに近いレースが繰り広げられた。捲りを決めるならバックストレッチで一気に仕掛けるしかなく、コーナーで仕掛けてもスピードは上がらず外にふくれる場合が多かったため、先行選手へのハンデは500メートルバンクの割に少ないが、仕掛け所を逃さなければどの戦法の選手でも勝利のチャンスがあった。
決まり手は差し - 捲り残りや逃げ残りなどが多いが、捲り - 逃げ残りという残り目も見受けられた。そのためか本線に人気が集中する極端なオッズは少ないと言え、筋違いなのに低配当ということもあった。
なお、当場は財務省千葉財務事務所が土地を所有（競輪場は敷地4.3ヘクタールのうち約3ヘクタールが国有地、残りは市有地）する千葉公園の中に立地しており、バンク内にはテニスコートが常設されていた。かつてはミニサッカーグラウンドもあり、競輪非開催時に利用可能であった。サッカー使用時はバンク内にある審判用カメラを東京電設工業の社員が移動していたが、解体前の晩年は固定式となっていた。千葉市は国有地部分を取得すると2017年9月13日に正式に表明した。
2015年6月以降改修のため開催がなかったが、青く塗り替えられたバンクが、同8月のFIIから使用された。

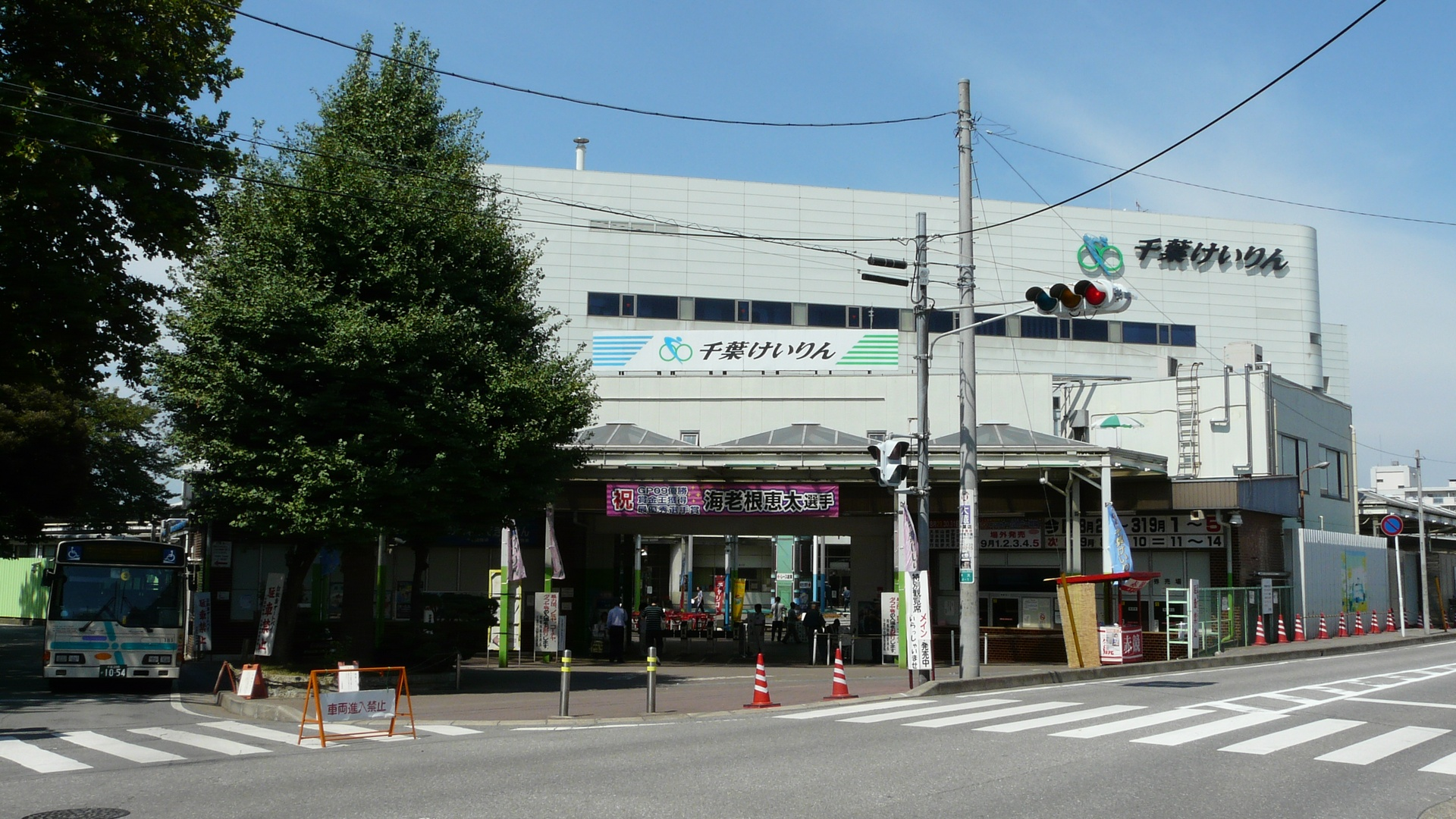
競輪場入口
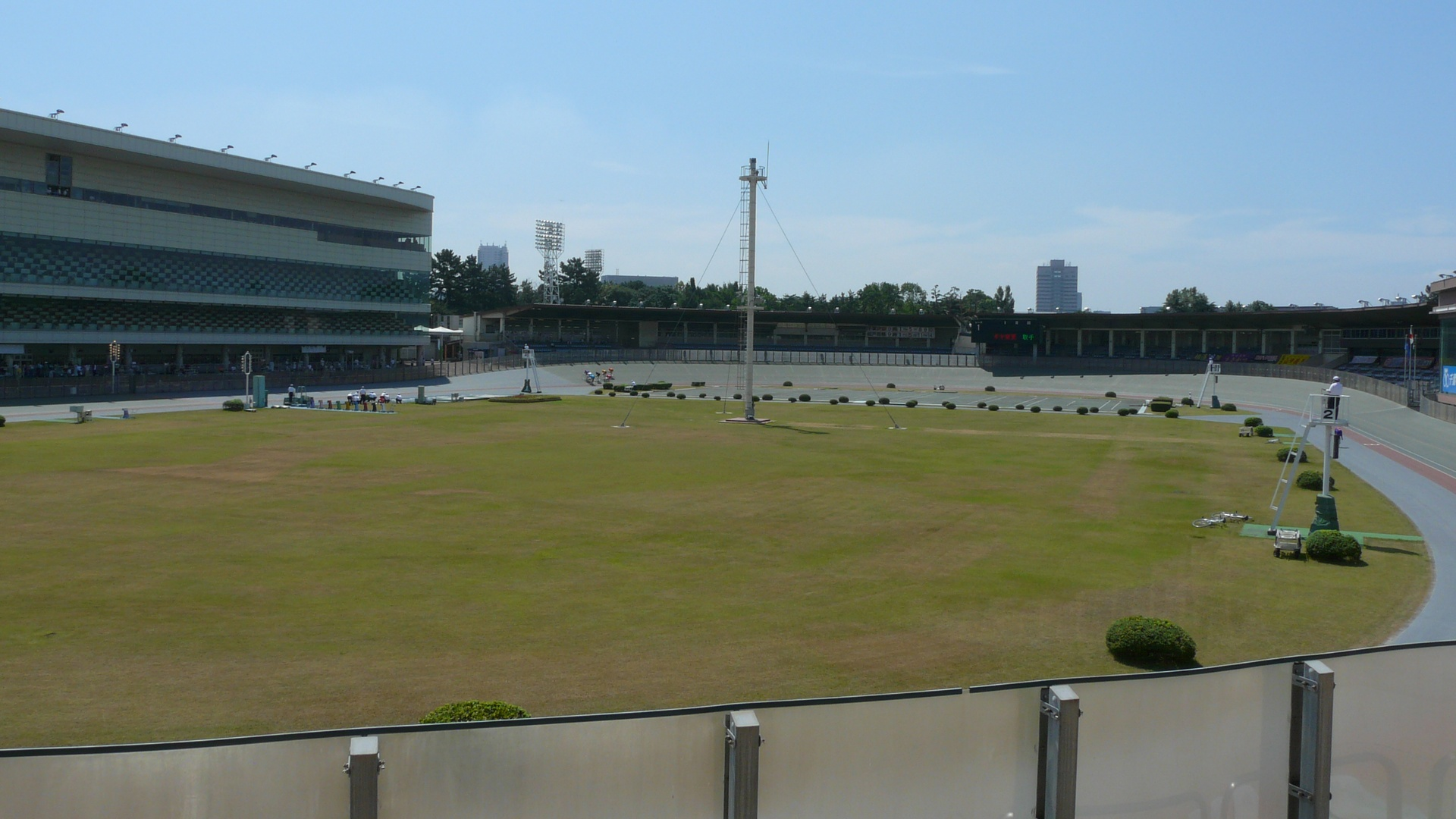
バンク
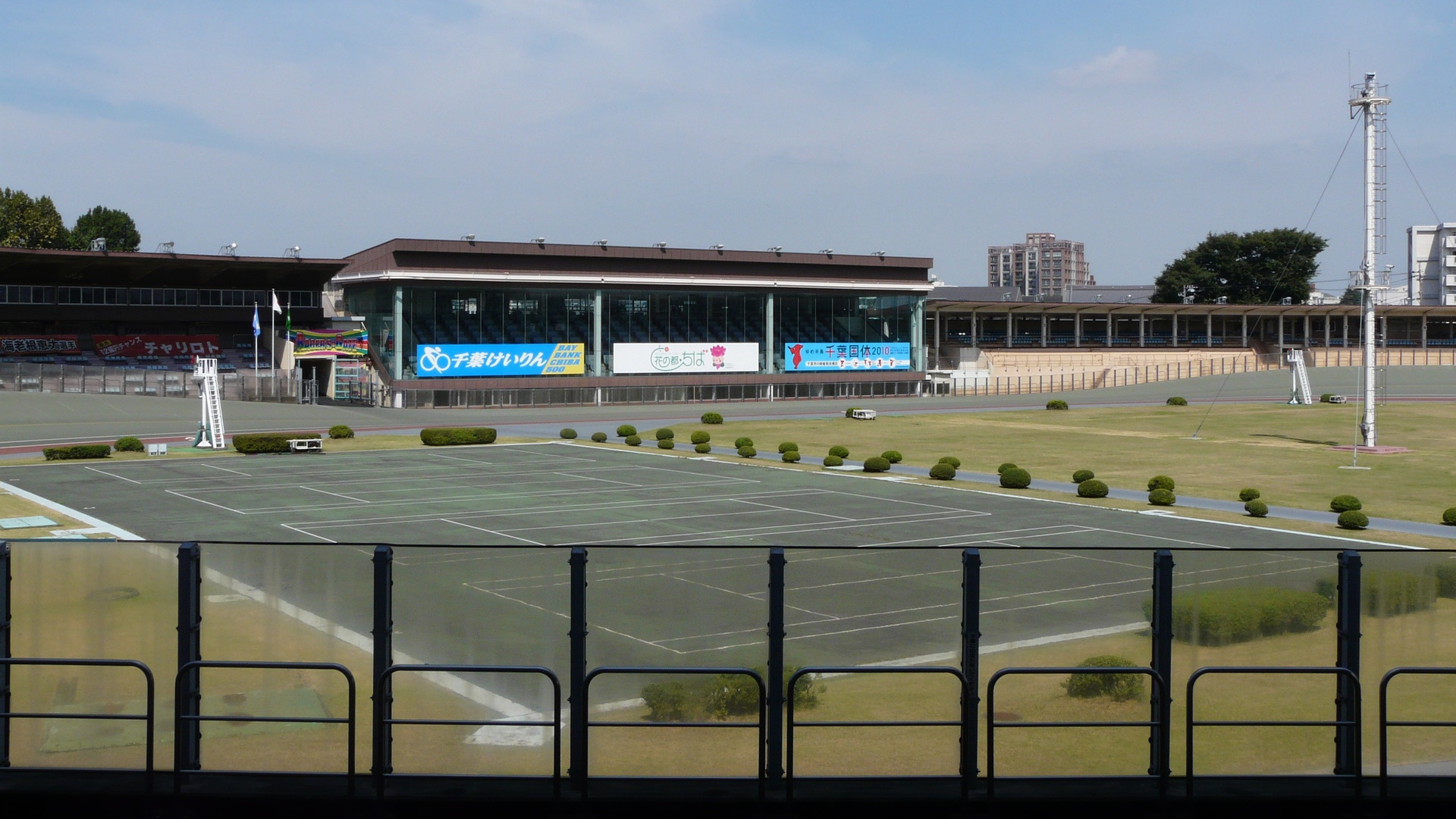
スタンド
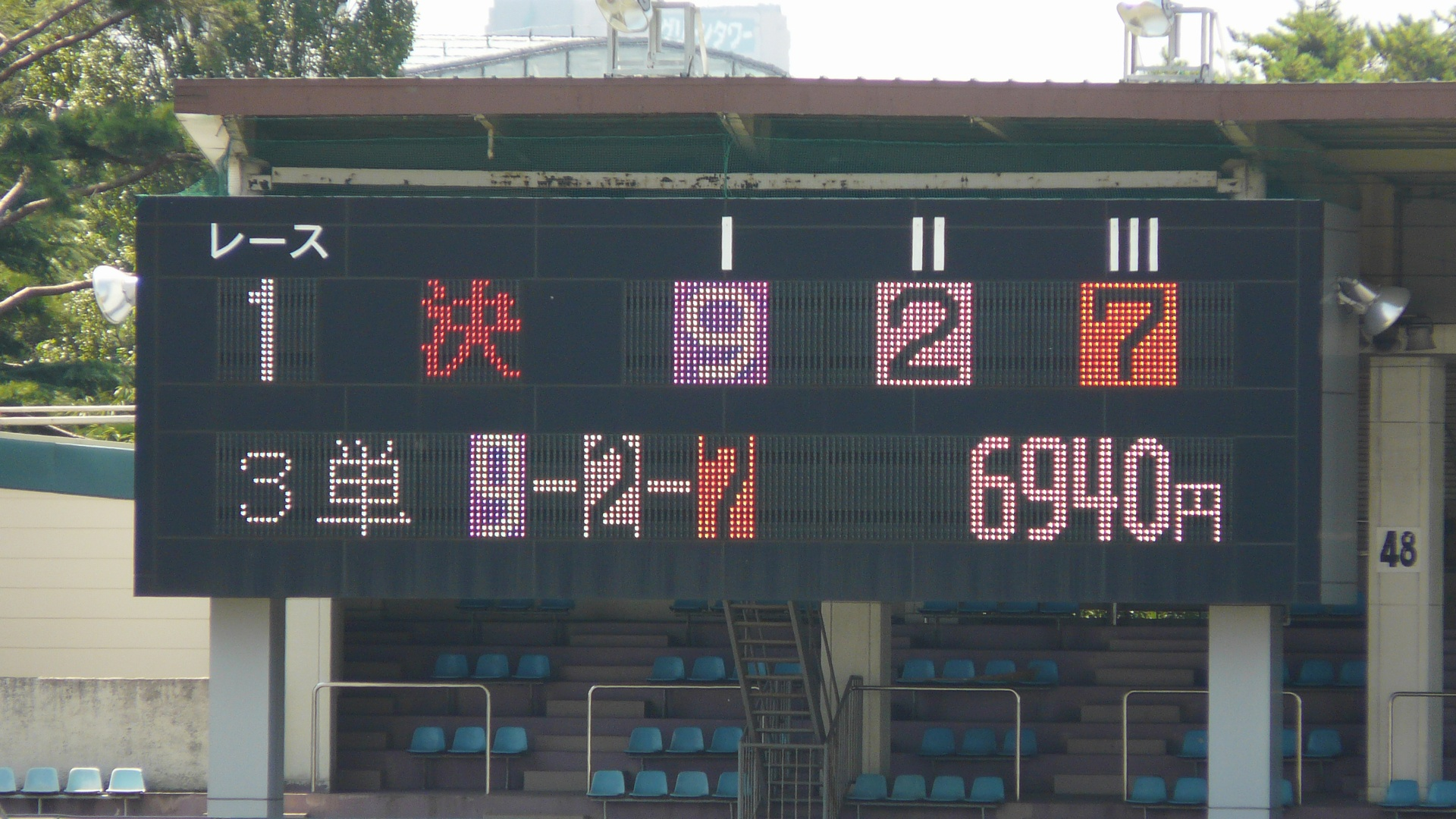
電光掲示板
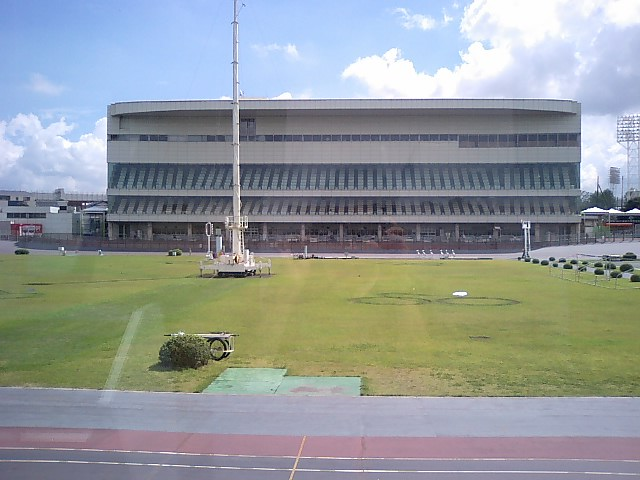
固定前のセンターポール

## 場外車券売場
- サテライト市原 - 千葉県市原市五所1966-1（京王閣競輪場主催の東京都十一市競輪事業組合と共管）
- サテライト成田 - 千葉県山武郡芝山町岩山1411

以前は千葉県鴨川市上小原482-1に『サテライト鴨川』を設置していたが、2020年9月29日をもって車券の販売を終了し閉鎖した。

## 他場との関係
同じ千葉県内にある松戸競輪場とは入場者の取り合いをおこさない様に本場開催の日程を調整しており、台風や降雪等で順延しない限り一緒に開催される事はなかった。
これを利用し、車券販売窓口の係員や審判団（両競輪場とも、JKA競輪競技実施事業本部の南関東地区本部に所属している）の共有を行っていた。

## 歴代記念競輪優勝者
| 年     | 優勝者     | 登録地 |
| ------ | ---------- | ------ |
| 2002年 | 會田正一   | 千葉   |
| 2003年 | 會田正一   | 千葉   |
| 2004年 | 武田豊樹   | 茨城   |
| 2005年 | 海老根恵太 | 千葉   |
| 2006年 | 濱口高彰   | 岐阜   |
| 2007年 | 井上昌己   | 長崎   |
| 2008年 | 金子貴志   | 愛知   |
| 2009年 | 成田和也   | 福島   |
| 2010年 | 鈴木謙太郎 | 福島   |
| 2011年 | 神山拓弥   | 栃木   |
| 2012年 | 三宅達也   | 岡山   |
| 2013年 | 岡田征陽   | 東京   |
| 2014年 | 成清貴之   | 千葉   |
| 2015年 | 海老根恵太 | 千葉   |
| 2016年 | 荒井崇博   | 佐賀   |
| 2017年 | 佐藤博紀   | 岩手   |
| 2018年 | 村上義弘   | 京都   |
| 2019年 | 三谷竜生   | 奈良   |
| 2020年 | 岩本俊介   | 千葉   |

※1節4日間制開催となった、2002年4月以降の歴代記念競輪優勝者を列記。

## エピソード
- 1973年4月9日の第7競走において、当時全ての公営競技において過去最高となる236万3180円[22]という配当が出た（的中票数は11票[23]）。これは「普通競走」という当時行われていたレース形態（その競走に参加する選手の一人が先頭を走る「トップ引き」を申し出たために、先頭誘導員がいなくなる競走。その申し出た選手は自動的に6番車となる）で、通常は車券に絡むことがあまりない6番車が、7名の大量落車を避けて2着に絡んだことにより、1着の7番と合わせて枠番連勝単式の組み合わせが5-5（今の車番2連勝複式6-7、車番2連勝単式7-6に相当する）となったためである。この記録は2002年5月30日に大井競馬場の第6競走で400万940円（三連単）という配当が出るまで29年余りに亘って大金字塔として君臨し続けた[24]。競輪においては、2003年9月7日に富山競輪場で449万5120円（三連単）が出た際に記録更新された[25]。なお、この金額は現在でも枠番連勝単式としては、現在でも最高配当である。

- 1979年9月10日、当時、黒板にレースの配当金や当たり票数を書き出して掲示していたが、投票数の転記ミスをきっかけに約1000人が騒ぎ出して暴動に発展。1人が放火未遂の容疑で千葉中央警察署署員に逮捕されている[26]。

- 全国の競輪場で初めて走路外側全周に金網の替わりとしてポリカーボネート（透明板）を設置した（ホーム側のボードは定期的に交換を行っている）。

- 2006年からは松戸競輪場、平塚競輪場のナイター競走の場外発売を開始した。

- 1990年代前半から締切の音楽が5分前がベルリンの「Take my breath away」、3分前がフランク・ミルズの「愛のオルゴール」が使われた（千葉県内にある松戸競輪場と同じで、松戸は3分前がリチャード・クレイダーマンのもの）。

## 交通

### 公共交通機関

#### 鉄道
- 千葉都市モノレール 千葉公園駅下車、徒歩約2分
- JR東日本･千葉都市モノレール・京成電鉄 千葉駅・京成千葉駅から徒歩約15分
- JR東日本 西千葉駅から徒歩約10分
- JR東日本 東千葉駅から徒歩約15分

#### バス
- JR東日本・千葉都市モノレール 千葉駅東口から無料送迎バス

### 自動車
- 首都高速7号小松川線・京葉道路 穴川ICより国道126号の千葉方面を約4km「千葉競輪場入口」
- 隣接無料駐車場、計467台

## 改修までの経緯

### 過去の存廃問題
千葉競輪場は人口の多い千葉県中央部に位置し、都心からのアクセスも悪くはないが、近年集客力が急速に落ちており、千葉市は過去にも廃止を検討したが、「自助努力もせずに廃止するとは何事か」と反対され撤回している。
そこで千葉市では販売窓口の大幅削減、スタンドの一部閉鎖等でコストを削減するとともに、少しでも入場者数を増やそうと市民に対してのPR活動を積極に行い、千葉都市モノレールの切符を配布したりしていた。それでも近年は売り上げが低迷していたため、それを踏まえ、2013年度より開催に関する業務を日本写真判定に包括委託した。これにより会計上の黒字は計上したものの、車券の売上額は向上せず、決定的な打開策とならない状況が続いていた。
2015年1月23日に主催者である千葉市は会見を行い、千葉競輪場での競輪開催を2017年度末となる2018年3月を以て廃止とする方向であることを明らかにした。理由について、「このままの収益では2018年度に赤字が予想されるうえ、存続するためには施設の大規模な改修を行わなければならず、そのための費用を捻出することができないため」としている。また、廃止するにあたり3年間は猶予するが、その間に包括委託を引き受ける企業が現れなければ廃止の時期を早めることも明らかにしたが、現委託先の日本写真判定は継続の意向を表明した。

### 存続及び全面改修へ
屋内250メートル板張りバンクとしての存続が決定した。さらに2016年6月に日本写真判定は、現在の競輪場を国際自転車競技連合（UCI）公認規格に適合した「屋内250メートル周長の板張り走路」にする全面改修を自社で実施する提案を千葉市に行なった。なお、1周250メートルの自転車競技場を競輪場として使用することは当初認められていなかったため、実現には経済産業省による基準の変更が必要となるが、千葉市は日本写真判定からの提案に基づいて検討を行なうことを表明。
予定された通り2017年9月に結論が出され、前述の「屋内250メートル周長の板張り走路」への全面改修による競輪場存続が発表された。500メートルバンクでは12月15日-17日が最後の開催となり、2018年春から解体工事に入る予定（工事期間中も場外発売は実施）との報道があったが、2019年2月15日から解体工事に入る。メインスタンドを除く現競輪場施設の解体工事を同年秋まで行い、その後本体工事を行う予定とした。工事開始前々日の2月13日には選手会千葉支部の16人が最後のバンク練習をした。2021年1月31日に場外発売を終了し、一般の競輪事業を全て終了した。
2018年2月時点での仮称は「千葉公園ドーム」、コンセプトデザインは、坂茂建築設計。その後2020年12月に、建設費用を負担したJPFにちなみ、正式名称は千葉JPFドームに決定した。
2021年9月22日、インターネット競輪投票サイト「TIPSTAR」を運営するMIXIが千葉JPFドームの命名権を取得、同ドームは2021年10月2日より2031年10月1日までTIPSTAR DOME CHIBA（ティップスター ドーム チバ）と名乗ることとなった。10月2日に初開催が行われた。
施設については全面的に解体され、うちスタンドであった箇所は1.4haに及ぶ「ドーム前広場」として整備される。